# Zatoka Anabarska
Zatoka Anabarska (ros. Анабарский залив) – zatoka Morza Łaptiewów, położona u ujścia rzeki Anabar. Ma długość 67 km, szerokość przy połączeniu z morzem 76 km (w wewnętrznej części od 7 do 9 km) oraz głębokość maksymalną 12 m. Od października do lipca jest pokryta lodem. W 1893 roku dotarł do niej Eduard Toll.